# Municipio de Blacklick
El municipio de Blacklick (en inglés: Blacklick Township) es un municipio ubicado en el condado de Cambria en el estado estadounidense de Pensilvania. En el año 2000 tenía una población de 2.200 habitantes y una densidad poblacional de 27.3 personas por km².

## Geografía
El municipio de Blacklick se encuentra ubicado en las coordenadas 40°31′05″N 78°52′17″O / 40.51806, -78.87139.

## Demografía
Según la Oficina del Censo en 2000 los ingresos medios por hogar en la localidad eran de $31,504 y los ingresos medios por familia eran $34,777. Los hombres tenían unos ingresos medios de $27,885 frente a los $21,250 para las mujeres. La renta per cápita para la localidad era de $14,244. Alrededor del 10,0% de la población estaban por debajo del umbral de pobreza.